# Old Saybrook (Connecticut)
Old Saybrook é uma cidade no Condado de Middlesex, Connecticut, Estados Unidos. A população era de 10.242 no censo de 2010. Ela contém o distrito incorporado de Fenwick, bem como os locais designados pelo censo de Old Saybrook Center e Saybrook Manor.
Em 1644, logo após estabelecer seu primeiro assentamento na "Governors Island", os colonos holandeses estabeleceram uma fábrica de vida curta na atual cidade de Old Saybrook. O posto comercial foi nomeado Kievits Hoek, ou "Plover's Corner". Kievits Hoek foi logo abandonado quando os holandese consolidaram o assentamento de Nova Amsterdã. Em 1633, o Forte Goede Hoop (Huys de Goede Hoop) foi estabelecido onde é hoje em dia Hartford.